# Kippistia
Kippistia es un género monotípico de plantas herbáceas, perteneciente a la familia Asteraceae. Su única especie Kippistia suaedifolia, es originaria de Australia.

## Descripción
Es un arbusto compacto de 60 cm de alto, muy aromática; los tallos erectos, muy ramificados. Las hojas lineares, cilíndricas, de 2,4 cm de largo y 0,5 mm de ancho apiculado, los márgenes enteros y las superficies lisas. Las inflorescencias  cónica, de 5-7 mm de diámetro. Brácteas involucrales de 2-3 mm de largo, fimbriado en el ápice. Lígulas amarillas de 0.8-1.8 mm de largo; el fruto es un aquenio esparcidamente pubescente en la base. Disco amarillo.

## Distribución
Crece alrededor de los lagos salinos y depresiones, a menudo en asociación con yeso, registrado cerca de Conoble en Nueva Gales del Sur.

## Taxonomía
Kippistia suaedifolia fue descrita por Ferdinand von Mueller y publicado en Rev. Babb. Exped. 13. 1858.
Sinonimia
- Minuria suaedifolia (F.Muell.) F.Muell. ex Benth.[4]